# Tellervo trasinanus
Tellervo trasinanus är en fjärilsart som beskrevs av Hans Fruhstorfer 1911. Tellervo trasinanus ingår i släktet Tellervo och familjen praktfjärilar. Inga underarter finns listade i Catalogue of Life.